# Nicolas Hornbostel
Pour les articles homonymes, voir Hornbostel.
Nicolas Hornbostel, né à Marseille le 18 septembre 1864 et mort à Paris le 1er décembre 1919, est un avocat et militant nationaliste français.

## Biographie

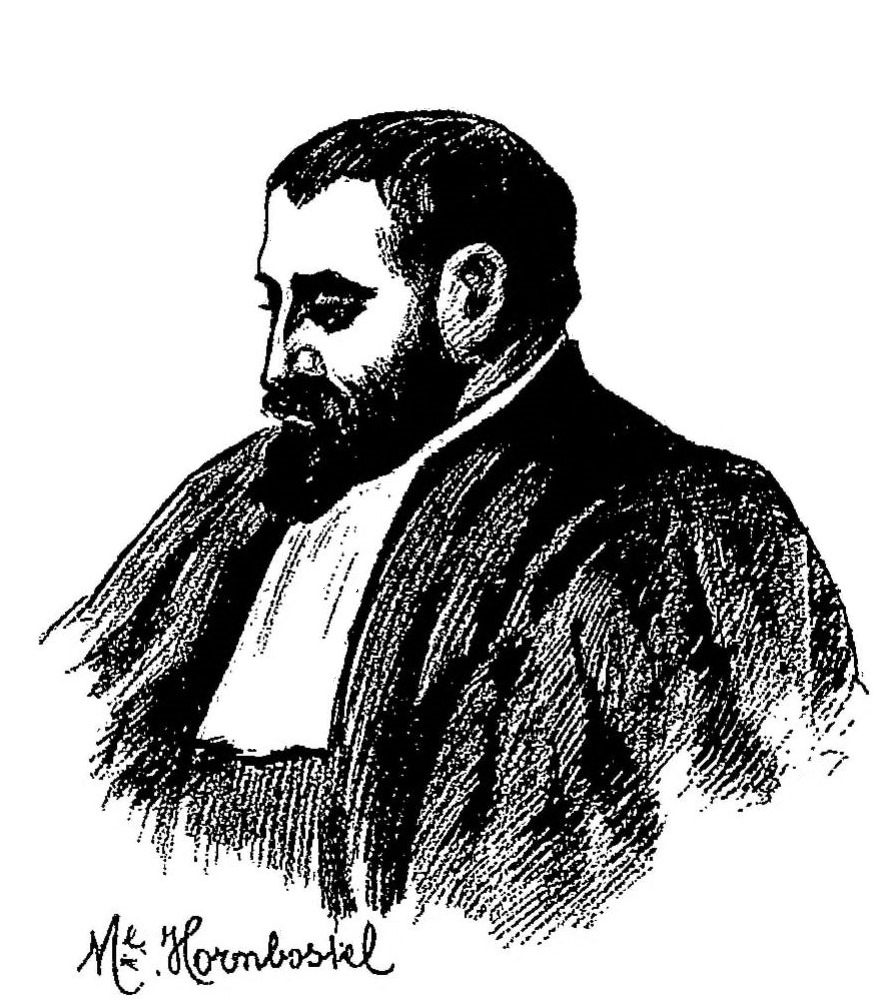
Croquis d'audience réalisé durant le procès d'Émile Henry (1894).

Issu d'une famille d'origine allemande installée à Marseille depuis le XVIIIe siècle, Nicolas-Jean-Jacques-Jérôme-Joseph Hornbostel est l'un des fils de Charles-Antoine Hornbostel (1824-1891), bâtonnier de l'ordre des avocats de Marseille de 1863 à 1865, qui sera plus tard décoré de la Légion d'honneur et deviendra l'un des principaux chefs du mouvement royaliste et clérical dans la cité phocéenne au début de la Troisième République.
Suivant les traces de son père et de son frère aîné Henri (1855-1898, gendre de Clément Laurier), Nicolas se destine au barreau. Après obtenu son doctorat en droit à la faculté d'Aix en 1889, il plaide à la cour d'appel de cette ville.
Nicolas Hornbostel se lance en politique à la fin des années 1880 en rejoignant le mouvement boulangiste. Candidat « révisionniste » dans la deuxième circonscription d'Aix à l'occasion des élections législatives de 1889, il est battu au second tour par le radical Camille Pelletan malgré le soutien financier des royalistes.
Lors des élections municipales parisiennes de l'année suivante, il souhaite se présenter dans le quartier de la Maison-Blanche, mais l'investiture boulangiste est donnée à Paul de Sémant. Le 16 mars, au cours d'une réunion houleuse présidée par Paulin-Méry, Hornbostel est par conséquent contraint de renoncer à sa candidature de « revendications sociales ». Aux élections suivantes, en 1893, il pose sa candidature dans le quartier du Val-de-Grâce, où, tout en gardant l'étiquette de « révisionniste », il sollicite les suffrages des conservateurs et des cléricaux contre le sortant radical-socialiste Pierre Lampué. Malgré un score très honorable aux deux tours du scrutin, il n'arrive qu'en troisième position derrière Lampué, réélu à la majorité relative, et derrière le républicain modéré Beaumont, qui ne le devance que d'une poignée de voix.
Après avoir épousé à Paris Henriette Gay, fille du général Pierre-Jean-Henry Gay (1825-1897), ancien commandant militaire du Sénat, Hornbostel quitte définitivement Marseille pour s'installer dans la capitale à la fin de l'année 1893.
Une certaine notoriété s'offre à lui en février 1894, quand la mère du terroriste anarchiste Émile Henry lui confie la défense de son fils, qu'Henri-Robert a refusée. Hornbostel, dont l'accent marseillais est encore assez prononcé, prend alors quelques cours de diction auprès du comédien Silvain afin de préparer sa plaidoirie. Il ne parvient cependant pas à sauver la tête de son client.
À l'occasion des élections municipales partielles d'octobre 1898, il se porte candidat au siège laissé vacant par Placide Astier dans le quartier de Chaillot. Tantôt classé comme « radical socialiste » ou comme nationaliste, il mérite surtout cette dernière épithète en se déclarant « antidreyfusard ardent de la première heure ». Il est très largement battu par le républicain libéral Charles Fortin.
Membre de la Ligue des patriotes (LDP), Hornbostel fait partie du groupe de militants accompagnant Paul Déroulède lors de sa tentative de coup d’État, le 23 février 1899. La même année, au début du procès des ligueurs devant la Haute Cour, il assure la défense d'Achille Ballière, également membre de la LDP. Ses outrances verbales lui valent trois mois de suspension, entraînant ainsi son remplacement par Me Bertrou. La LDP ayant été décapitée en août par l'arrestation de Déroulède, Hornbostel joue un rôle directeur pendant quelques semaines avant de céder la place à Léon Dumonteil, qui sera à son tour remplacé, avec plus d'efficacité, par Henri Galli.
Lors des élections municipales de 1900, il retente sa chance à Chaillot, mais son programme déplaît à la Ligue de la patrie française, qui refuse de le soutenir face au sortant, Fortin. Ce dernier est réélu dès le premier tour avec 52 % des voix (contre 29 % à son concurrent nationaliste).
Ouvertement antisémite, Hornbostel adhère au Parti national antijuif de Dubuc puis, en 1904, à l'éphémère « groupe d'action des antijuifs indépendants » fondé par Jules Girard.
Il meurt à son domicile du no 10 de l'avenue George-V le 1er décembre 1919.